# Semiothisa colorata
Semiothisa colorata là một loài bướm đêm trong họ Geometridae.